# 布爾哈基夫卡
49°11′6″N 38°33′0″E / 49.18500°N 38.55000°E

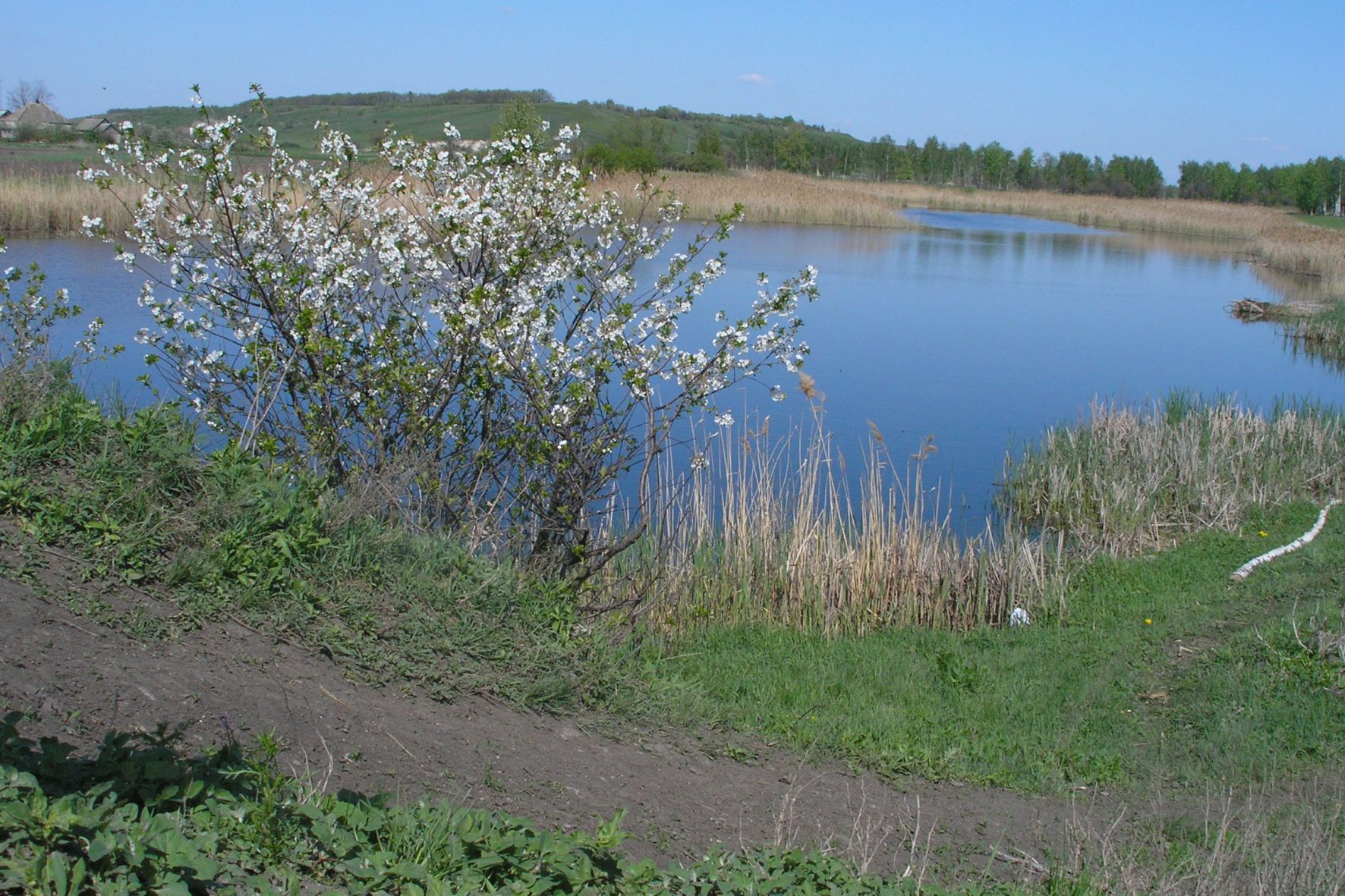

布爾哈基夫卡（烏克蘭語：Булгаківка）是位於烏克蘭東部的村莊，由盧甘斯克州北頓涅茨克區的魯比日內市鎮負責管轄。該村處於博羅瓦河畔，始建於1830年，面積1.1平方公里，海拔高度75米，2001年人口512。